# Ouémé (fleuve)
Pour le département, voir Ouémé.
L'Ouémé est un fleuve qui coule au Bénin. Il est le plus important cours d'eau du pays, après le Niger qui pour le Bénin est un fleuve frontière.

## Géographie

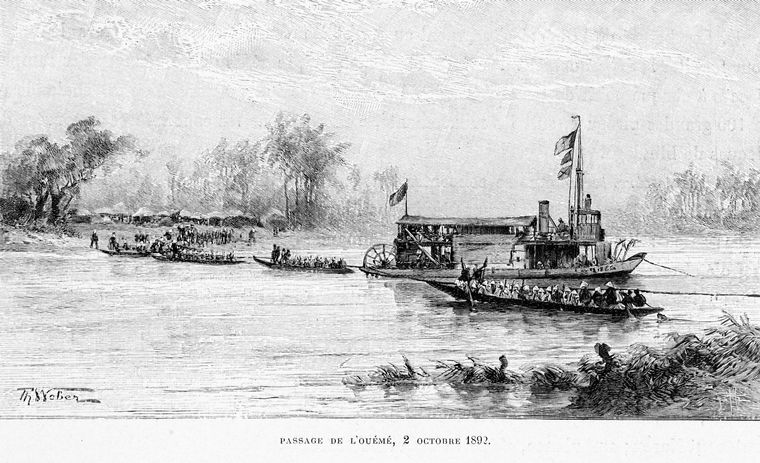
« Passage de l'Ouémé, 2 octobre 1892 »

L'Ouémé prend naissance dans la chaîne de l'Atacora au nord-ouest du Bénin, au sein du département de l'Atacora. Sa longueur approximative est de 500 kilomètres.
Dès sa naissance, il coule en direction du sud, orientation qu'il maintient tout au long de son parcours. En fin de parcours il se divise en deux branches, l'une se jetant dans le lac Nokoué  près de Cotonou, l'autre dans la Lagune de Porto Novo.
Le long du fleuve la forêt pluviale prospère.

## Affluents
L'Ouémé reçoit d'abord à gauche les eaux de l'Okpara, son affluent principal, puis celle du Zou en rive droite.

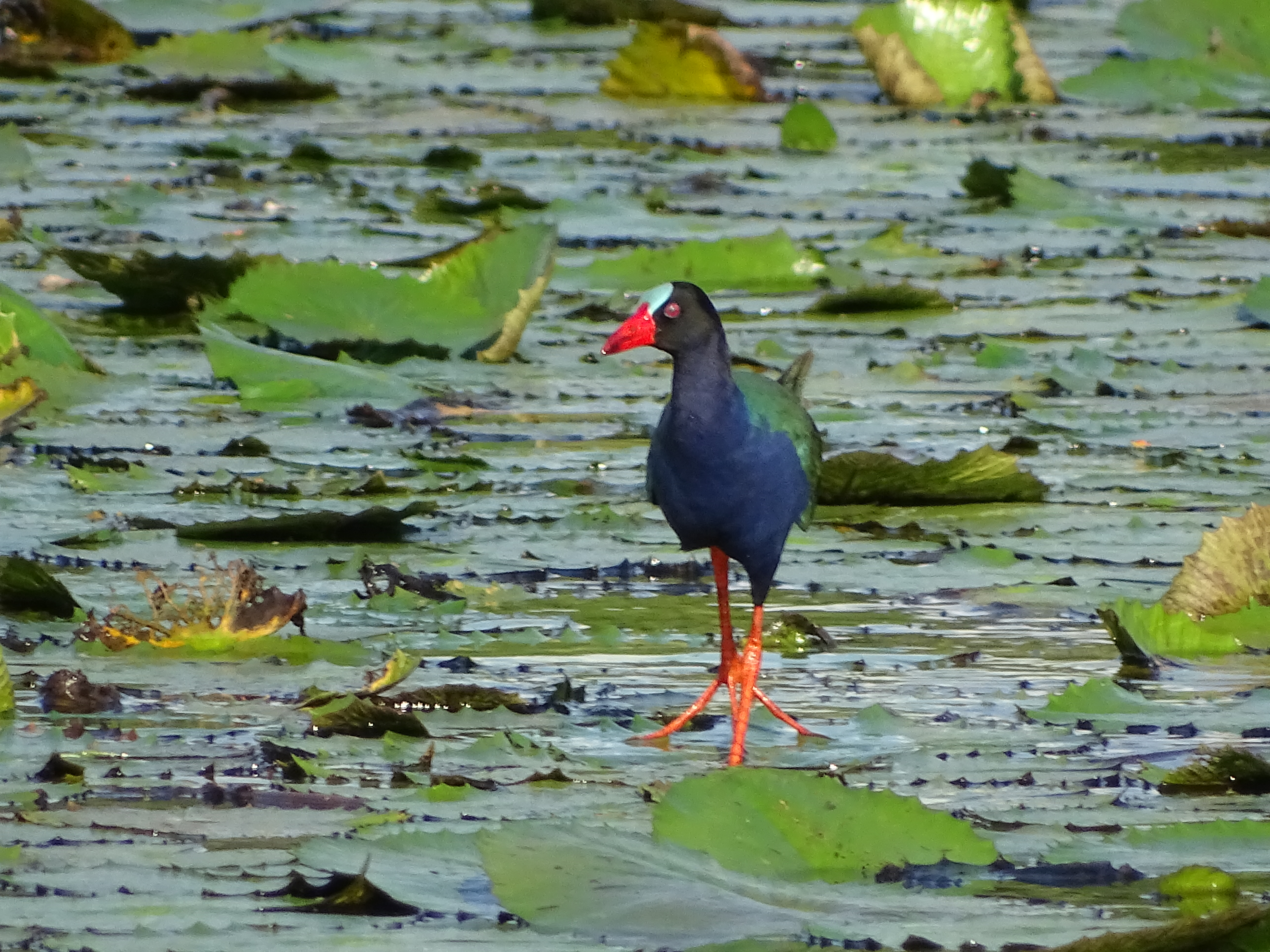
Talève d'Allen sur l'Ouémé supérieur

## Hydrométrie - Les débits à Bonou
Le débit du fleuve a été observé pendant 45 ans (1948-1992) à Bonou, localité située à 167 km de son débouché dans la lagune de Porto-Novo.
À Bonou, le débit annuel moyen ou module observé sur cette période a été de 170 m3/s pour une surface prise en compte de quelque 46 990 km2, soit plus de 90 % du bassin versant du fleuve.
La lame d'eau écoulée dans le bassin versant atteint ainsi le chiffre de 114 millimètres par an, ce qui peut être considéré comme satisfaisant dans le contexte du climat moyennement humide de la région.
L'Ouémé est un cours d'eau modérément abondant mais irrégulier. Il connait de décembre à mai une importante saison de maigres avec baisse sévère de son débit. Le débit moyen mensuel observé en février (minimum d'étiage) n'atteint que 2,7 m3/s, soit plus de 220 fois moins que le débit moyen des mois de septembre et d'octobre, ce qui témoigne de sa très grande irrégularité saisonnière. Sur la durée d'observation de 45 ans, le débit mensuel minimal a été de 0 m3/s (complètement à sec), tandis que le débit mensuel maximal s'élevait à 1 175 m3/s.

## Économie
La pêche constitue une source de revenus appréciable pour les populations riveraines. Le poisson ainsi que l'eau douce préalablement traitée sont exportés vers le Nigeria voisin ainsi que vers le Togo.
Un projet de développement de la vallée de l'Ouémé a débuté, en vue d'améliorer la production agricole de la vallée.
La navigation est rendue difficile à cause de rapides. Elle est cependant possible pendant la saison des pluies.

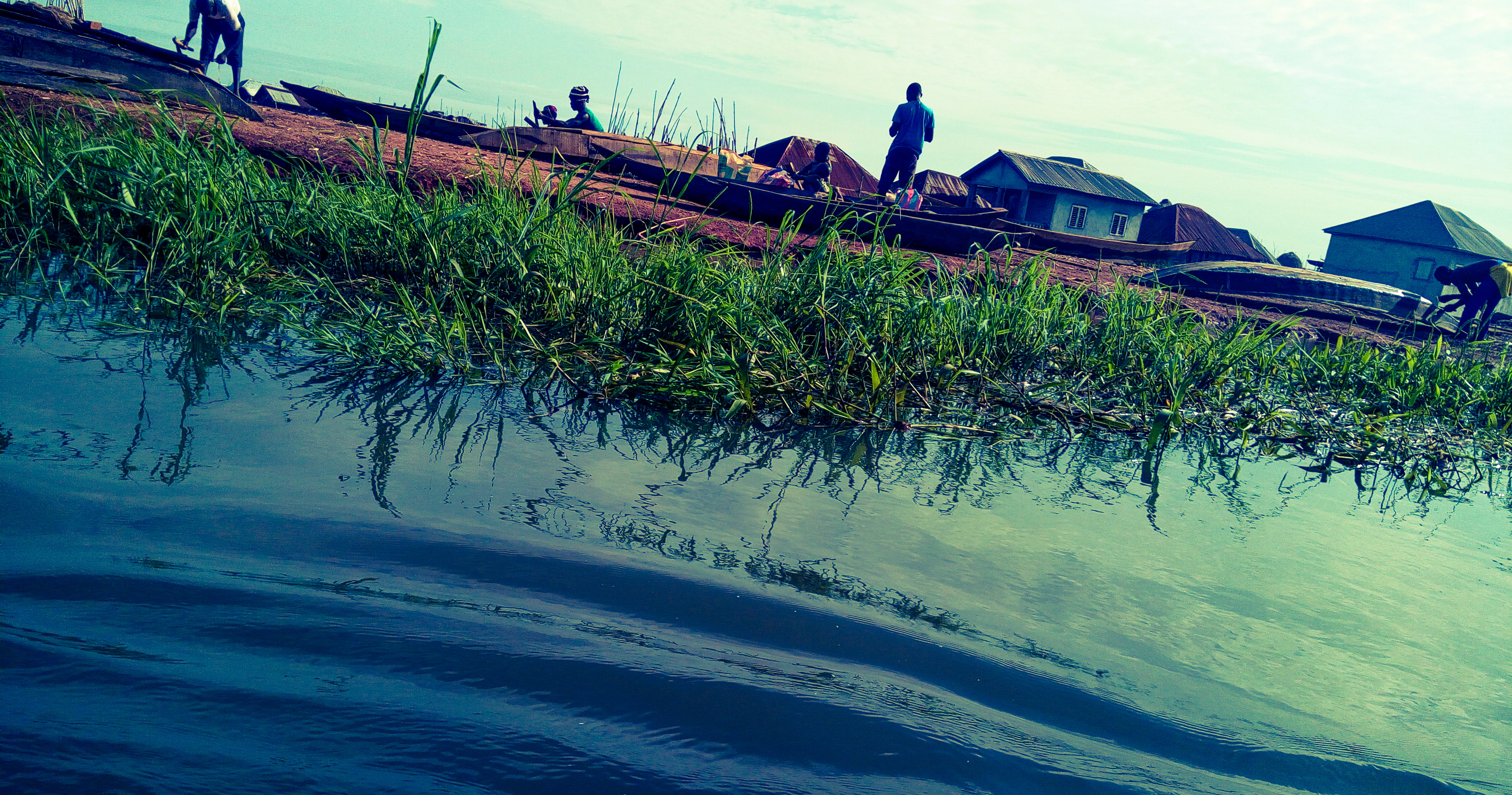
La pêche à Ouémé

## Navigabilité
L'Ouémé est navigable sur?